# Gouvernement général de Varsovie
Cet article concerne l'administration mise en place en Pologne pendant la Première Guerre mondiale. Pour l'administration mise en place en Pologne pendant la Seconde Guerre mondiale, voir Gouvernement général de Pologne.
1915–1918
Entités précédentes :
- Royaume du Congrès ( Empire russe)

Entités suivantes :
- Deuxième République de Pologne

Le Gouvernement général de Varsovie ou, selon la titulature exacte, Kaiserlich Deutschen Generalgouvernement Warschau (Gouvernement général allemand impérial de Varsovie), désigne l'administration des territoires conquis en Pologne russe par les Puissances centrales, mise en place à partir de l'été 1915 durant la Première Guerre mondiale dans les régions du royaume du Congrès sous occupation allemande. Ce choix de placer ces territoires sous la tutelle d'un gouverneur général est avant tout une volonté de l'Empire allemand de laisser en suspens la question de la dévolution des territoires polonais de l'empire russe et de ne préciser cette dévolution définitive après la fin du conflit, le contrôle de la Pologne russe constituant un but de guerre à la fois pour le Reich et pour la double monarchie.

## Historique

### Conquête du Royaume du Congrès
Les succès remportés durant l'été 1915 en Pologne donnent aux puissances centrales le contrôle de la Pologne, répartie en zones d'occupation allemande et austro-hongroise. 
Cette conquête a désorganisé durablement la Pologne occupée. En effet, les combats, puis les évacuations de la population ont fait perdre à la région près d'un million et demi d'habitants.

### Le champ clos des rivalités germano-austro-hongroises
Dès la conquête des territoires du Royaume du Congrès, les rivalités entre l'Empire allemand et l'Autriche-Hongrie s'exacerbent dans les territoires occupés. En effet, chacune des deux puissances formulent, dans le cadre de leurs buts de guerre respectifs, leur programme de prise de contrôle des territoires polonais.
En effet, si les responsables du Reich ne souhaitent pas annexer les territoires polonais, ils s'opposent à une remise pure et simple des territoires à l'Autriche-Hongrie ; l'ensemble des dirigeants militaires, Falkenhayn, politiques, Bethmann-Hollweg et Jagow s'accordent sur le rôle de la solution austro-polonaise dans la politique de mise sous tutelle de la monarchie danubienne.

## Mise en place des autorités d'occupation
Les territoires occupés font l'objet de nombreuses tractations entre les deux alliés, afin de déterminer le partage exact des zones d'influences allemande et austro-hongroise.  

### Partage des territoires polonais
À l'issue de ces négociations, le royaume est divise en deux gouvernement généraux, un siégeant à Varsovie et administré par le Reich, un siégeant à Lublin et administré par la double monarchie. 
Le gouvernement mis en place à Varsovie est compétent pour la portion la plus importante de la Pologne russe. le gouverneur général de Varsovie exerce son autorité sur un territoire de 62 000 km2 sur lequel résident, en 1915,  six millions d'habitants.

### Mise en place
Le 25 juillet 1915, le chancelier allemand annonce au Reichstag la création d'une administration militaire, un gouvernement général, compétent sur les territoires placés sous occupation allemande.

### Le gouverneur général
Rapidement, les autorités allemandes se mettent en place, autour du gouverneur général, Hans von Beseler, et des services dont il a la responsabilité. Dans les rangs des militaires allemands, il compte parmi les plus chauds partisans de la renaissance d'une Pologne dont l'indépendance doit être tempérée par de forts liens avec le Reich,.
Il tente ainsi de s'appuyer sur des personnalités locales, notamment en nommant des personnalités polonaises réputées sûres à des postes subalternes, mais ses initiatives se heurtent souvent à la politique coloniale encouragée par Erich Ludendorff.

### Institutions polonaises
Devant l'avance des armées des puissances centrales, les hauts fonctionnaires ont suivi les troupes russes en retraite ; pour pallier cela, une institution de secours, en place dès le début de la guerre, pallie les faiblesses de l'administration impériale russe.

## L'occupation allemande

### Un régime prédateur
Rapidement, le gouvernement général de Varsovie est mis en coupe réglée par les occupants.

### Le gouvernement général, un statut provisoire
Après la création de cette entité, des échanges ont lieu entre les diplomates allemands et austro-hongrois autour du devenir des territoires polonais, pomme de discorde entre les deux alliés. Les Allemands tentent de susciter des sympathies, mais les populations restent méfiantes à l'égard du Reich. 
Ainsi, durant le mois d'avril 1916, Stephan Burián, à cette date ministre austro-hongrois des Affaires Étrangères, définit par une note envoyée au chancelier allemand, la vision austro-hongroise de l'avenir polonais, diminué de certains territoires frontaliers au profit du Reich, mais totalement inféodé économiquement et politiquement à la double monarchie. 
Dans les semaines qui suivent, Bethmann-Hollweg expose à Guillaume II sa propre vision de l'avenir de la Pologne : soit un État lié à l'Autriche-Hongrie, mais surveillé de près par le Reich, soit un partage des territoires polonais sur la base des zones d'occupation, soit un État polonais indépendant en droit, mais totalement contrôlé par le Reich. 
Dans le même temps, Hans von Beseler expose à Guillaume II et à son chancelier sa propre vision des frontières occidentales de l'État polonais : dans ses rapports secrets, il propose d'annexer de vastes portions du territoire de l'ancienne Pologne russe, intégrant notamment la rive occidentale de la Narew.

### Disparition du gouvernement général
Au début du mois de novembre 1918, alors que le Reich, épuisé, tente de sortir du conflit, Beseler, malade, se rend à Berlin, puis le 8, retourne à Varsovie, qu'il quitte définitivement après l'armistice de Rethondes ; son départ scelle le sort de son administration, alors en cours d'évacuation.